# Stavča vas
Stavča vas je gručasta vas v Občini Žužemberk, ki stoji v jugozahodnem delu Suhe krajine, na zakraseli terasi nad desnim bregom reke Krke med Dvorom in Žužemberkom.
Šteje okoli 110 prebivalcev s 40-imi hišami, ki pa niso vse naseljene. Prebivalci Stavče vasi se imenujejo stavški ali Stavčani. Vas leži na kraškem svetu, ki pa ni preveč rodoviten, a kljub temu ljudje z veliko truda pridelajo hrane zase in nekaj za prodajo. Ukvarjajo se s poljedelstvom, živinorejo in vinogradništvom.
Najstarejša stavba v vasi je barokizirana cerkev sv. Kancijana, ki se omenja že leta 1526.
Ob reki Krki je kopališče z igriščem za nogomet in odbojko, skakalnicami in travnato plažo, ki ga upravlja športno društvo.
Tu okrog ima svoje domovanje tudi bober. Poleg bobra so ob kopališču tudi race mlakarice, labodi pa tudi ribe v vodi.